# 张佰成
张佰成（1968年11月—），男，汉族，黑龙江肇东人，中共党员，中华人民共和国政治人物。曾任中共内蒙古自治区党委网信办主任、党委宣传部副部长，中共呼和浩特市委副书记、市人民政府市长，中共内蒙古自治区党委副秘书长、办公厅主任等职务，2023年1月任内蒙古自治区政协副主席。同年7月，兼任中共锡林郭勒盟党委书记。